# RITM-200
RITM-200 je malý tlakovodní reaktor vyvinutý konstrukční kanceláří OKBM Afrikantov (součást Rosatomu) původně pro ruské jaderné ledoborce. Jeho výkon je 55 MWe a plánuje se jeho použití v pozemních jaderných elektrárnách malého výkonu. Předchůdcem je KLT-40 a zamýšleným následovníkem RITM-400.

## Základní parametry
Reaktor má integrovanou konstrukci, to znamená, že parogenerátory a hlavní cirkulační čerpadla jsou pevnou součástí tlakové nádoby reaktoru. Výměna paliva probíhá jednou za 5 až 7 let a mění se celá aktivní zóna zároveň. V ní se nachází 199 palivových kazet s uranem obohaceným pod 20 %.
Reaktor váží 147,5 tuny, na výšku má 7,3 metru a průměr 3,3 metru.

## Použití

### Jaderné ledoborce
Reaktor byl vyvinut pro jaderné ledoborce označované jako LK-60 nebo Projekt 22220. Celkem má být postaveno pět těchto plavidel a první z nich, Arktika, byla 21. října 2020 uvedena do provozu. Každá loď má na palubě dva tyto reaktory, které jí dávají výkon na lodních šroubech 60 MW.
Tyto reaktory vyrábějí páru, která je na turbíně s elektrogenerátorem přeměňována na elektřinu používanou pro lodní elektromotory a pro systémy na lodi. Ohřátá pára je používána k vytápění plavidla, včetně skleníků pro pěstování čerstvé zeleniny a ovoce.
První reaktor RITM-200 byl vyroben v podniku ZiO Podolsk (součást strojírenské divize Rosatomu) v roce 2016 a výroba dalších pěti reaktorů probíhala do roku 2018. Reaktory byly namontovány na palubu pilotního ledoborce Arktika a v květnu 2019 začalo zavážení paliva do reaktorů.

### Plovoucí jaderné elektrárny
Reaktor má být používán v plovoucích jaderných elektrárnách OPEB (optimalizovaný plovoucí energetický blok). Podobně jako plovoucí elektrárna Akademik Lomonosov budou na palubě dva reaktory, které budou dodávat elektřinu a teplo a v případě některých aplikací i odsolovat mořskou vodu. Dva reaktory RITM-200 budou mít v souhrnu výkon 100 MWe.

### Pozemní malé jaderné elektrárny
Rosatom připravuje projekt jaderné elektrárny malého výkonu, která bude používat reaktory RITM-200. Dvě lokality, ze kterých bylo vybíráno místo pro pilotní projekt, leží v Čeljabinské oblasti a v Jakutsku. Mluvilo se také o Baimské pánvi v Čukotském autonomním okruhu. V listopadu 2020 nakonec zvítězilo Jakutsko.